# Bernard Pasquier
Pour les articles homonymes, voir Pasquier.
Bernard Pasquier est un homme politique monégasque.

## Biographie
Né le 4 février 1954, Bernard Pasquier est administrateur de sociétés.
Il a été membre du Conseil national de Monaco de 2013 à 2018 sous l'étiquette Union monégasque. 